# کتابخانه ملی شعر
کتابخانه ملی شعر یک مجموعه عمومی رایگان است که در رویال فستیوال هال در مرکز ساوت بانک لندن قرار دارد. این کتابخانه در طبقه پنجم سالن رویال فستیوال، مشرف به رودخانه تیمز واقع شده است، که قصد دارد همه نشریات شعر معاصر بریتانیا را از سال ۱۹۱۲ نگهداری کند و بزرگ‌ترین مجموعه شعری در بریتانیا محسوب می‌شود. این کتابخانه بیش از ۲۰۰۰۰۰ سند را در خود جای داده است که از جمله آثار منتشر شده در مطبوعات کوچک، همچنین مطالب صوتی و تصویری، متون انتقادی را شامل می‌شود. این مجموعه برای کودکان و نسل‌های آینده به‌عنوان امانت و مرجع به حساب می‌آید.
این کتابخانه حاوی آثاری از شاعران و ناشران غیر بریتانیایی می‌باشد و برش‌های مطبوعات نیز به منظور تحقیق اعضا بایگانی شده است. عضویت در این کتابخانه رایگان است و مطالب از طریق خدمات کتابخانه ملی بین امانت داده می‌شود یا از طریق پست بازگردانده می‌شود. این کتابخانه از مدارس ملی و محلی پشتیبانی می‌کند. این مکان همچنین دارای فضایی برای نمایشگاه و مناسبت‌ها است.